# 阿贝维尔-拉里维耶尔
阿贝维尔-拉里维耶尔（法語：Abbéville-la-Rivière，法語發音：[abevil la ʁivjɛʁ] ⓘ）是法国法兰西岛大区埃松省的一个市镇，属于埃唐普区。

## 地理
阿贝维尔-拉里维耶尔（48°20'47"N, 2°10'0"E）面积15.02 平方千米，位于法国法蘭西島大區埃松省，该省份为法国北部内陆省份，北起上塞纳省和马恩河谷省，西接厄尔-卢瓦省和伊夫林省，南至卢瓦雷省，东临塞纳-马恩省。
与阿贝维尔-拉里维耶尔接壤的市镇（或旧市镇、城区）包括：博斯地区马罗勒、阿朗库尔、鲁夫尔圣让、塞迈斯、布瓦埃尔潘、方丹拉里维耶尔、鲁万维利耶、圣西尔拉里维耶尔。

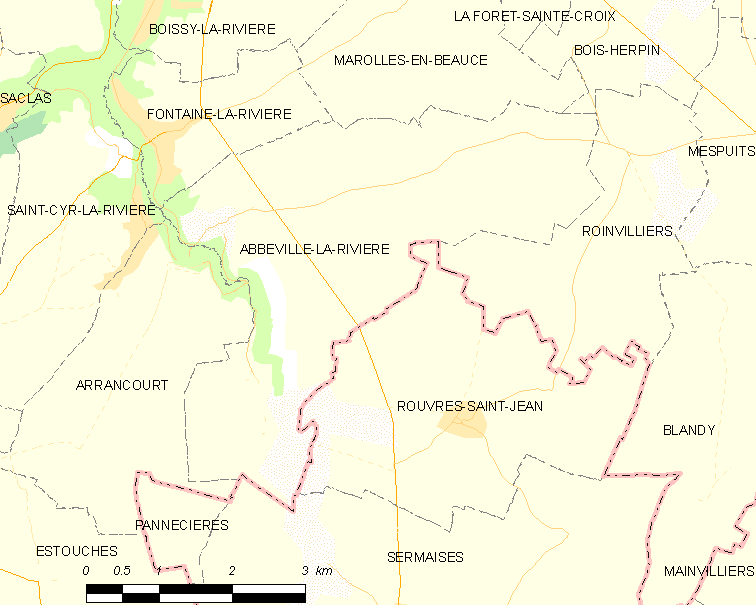
阿贝维尔-拉里维耶尔的OSM定位图

阿贝维尔-拉里维耶尔的时区为UTC+01:00、UTC+02:00（夏令时）。

## 行政
阿贝维尔-拉里维耶尔的邮政编码为91150，INSEE市镇编码为91001。

## 政治
阿贝维尔-拉里维耶尔所属的省级选区为埃唐普县。

## 人口

1962-2008年间阿贝维尔-拉里维耶尔人口变化图示

阿贝维尔-拉里维耶尔于2022年1月1日时的人口数量为331人。